# Marion Chevrier
Pour les articles homonymes, voir Chevrier (homonymie).
 Marion Chevrier, née le 11 juin 2001 à Annecy, est une  skieuse alpine française. 

## Biographie
Marion Chevrier a pour sœur jumelle la skieuse alpine Axelle Chevrier. Leurs deux parents sont moniteurs de ski à La Plagne. Elles rejoignent le club des sports de la station à l'âge de 6 ans. À partir de la saison 2018-2019, elles intègrent l'équipe de France juniors.
En janvier 2019, Marion fait ses débuts en Coupe d'Europe dans le slalom géant de Zinal. Le 1er février elle marque ses premiers points en Coupe d'Europe en s'emparant d' une remarquable 4e place dans le slalom parallèle de Tignes. En février 2019 Marion prend la 3e place du slalom du festival olympique de la jeunesse européenne à Jahorina. Le mois suivant elle est sacrée championne de France U18 (moins de 18 ans) de descente à Auron.
Elle intègre l'équipe de France B à partir de la saison 2020-2021. En janvier 2021 elle marque ses premiers points en slalom de Coupe d'Europe en prenant la 21e place de l'épreuve de Zell am See. Début mars elle dispute ses premiers championnats du monde juniors où elle prend notamment la 13e place du slalom à Bansko. Fin mars 2021, elle remporte le titre de championne de France de super G U21 (mois de 21 ans) à Châtel. Elle y est aussi vice-championne de France U21 de combiné.
L'année suivante en mars 2022, pour sa seconde participation aux championnats du monde juniors, elle prend la 11e place du super G et la 13e du combiné à Panorama (en). 
À la fin du mois, elle devient championne de France U21 de descente à Auron.
Le 27 janvier 2023 elle réalise son premier top-10 en slalom de Coupe d'Europe en prenant une bonne 8e place dans le slalom de Vaujany. Début février elle prend son premier top-15 en super G de Coupe d'Europe en terminant 14e à Châtel. Fin mars, elle confirme ses qualités de polyvalente en se classant dans les 10 premières sur chacune des 4 épreuves des championnats de France (de la descente au slalom) aux Orres.

### 2023-2024, les débuts au niveau mondial
Elle dispute sa première épreuve de Coupe du monde le 11 novembre 2023 dans le slalom de Lévi. Deux semaines plus tard le 26 novembre, elle obtient sa première qualification pour une seconde manche de Coupe du monde dans le slalom de Killington (seule française qualifiée). Elle y prend une très belle 23e place. En décembre elle monte sur son premier podium de Coupe d'Europe, en prenant la 3e place du slalom de Valle Aurina après avoir remporté la première manche. Le 16 janvier, elle prend une excellente 17e place dans le slalom de coupe du monde de Flachau. Elle réussit 2 autres tops-30 en coupe du monde de slalom, en février à Soldeu et en mars à Are, ce qui porte à quatre le nombre de fois où elle marque des points en coupe du monde cette saison. Elle fait aussi une très bonne saison en coupe d'Europe avec 6 tops-10 dont 3 tops-5 et un podium qui l'amènent un une superbe 4e place au classement général de la coupe d'Europe de slalom. Début avril à Megève, elle est prend la 4e place des championnats de France de slalom.

### 2024-2025, sacre européen et première participation aux mondiaux
Marion Chevrier fait désormais partie de l'équipe de France A en slalom et participe donc au épreuves de coupe du monde. Lors des premières étapes de la saison, elle ne parvient pas à se qualifier pour une seconde manche (pour seulement 14 centièmes à Gurgl le 23 novembre),. Mais en parallèle elle participe aussi aux slaloms de coupe d'Europe, quand les calendriers mondiaux et continentaux sont compatibles. Et sur le scène européenne elle s'illustre d'emblée, en terminant deuxième des deux slaloms de Valle Aurina, les deux premiers (non annulés) de la saison,. Les coupe du monde de Semmering, Kranjska Gora et Flachau ne se passent pas mieux pour elle,,, mais le 20 janvier elle remporte le second slalom de Zell am See, sa première victoire au niveau européen. Cette victoire marque un tournant dans sa saison. Dix jours plus tard, à l'occasion du slalom de coupe du monde de Courchevel, elle se qualifie enfin en seconde manche, et termine finalement à la quatorzième place, meilleure française et premier top-15 de sa carrière,. La semaine suivante, elle remporte les deux slaloms de coupe d'Europe de Špindlerův Mlýn. Ces deux-cent nouveaux points lui assurent la victoire au classement de coupe d'Europe de slalom avant même les finales d'Oppdal. La France n'avait pas remporté ce titre depuis 19 ans (avec Sandrine Aubert en 2006). Ses bonnes performances lui permettent également d'être sélectionné pour ses premiers championnats du monde, à Saalbach, pour le slalom et pour le combiné par équipe (une descendeuse associée à une slalomeuse, une manche chacune),. Associée à Romane Miradoli, elle effectue une grosse remonté lors de la manche de slalom (deuxième temps derrière Wendy Holdener) qui permet à la paire de se classer onzième et meilleure paire française. Quatre jours plus tard, le 14 février elle se classe dixième du slalom, plus de trois secondes derrière la vainqueur Camille Rast mais là encore meilleure française,. Fin mars, elle remporte la médaille d'or du slalom des Jeux mondiaux militaires à Engelberg. Début avril, elle monte pour la première sur le podium d'un championnat de France Elite, en se classant 3e du slalom, à 6 centièmes de la victoire.

## Palmarès

### Championnats du monde
| Édition / Epreuve      | Slalom | Combiné par équipe |
| Mondiaux 2025 Saalbach | 10e    | 11e                |

### Coupe du monde
Marion Chevrier prend son premier départ de coupe du monde le 11 novembre 2023 lors su slalom de Levi, dont elle finit 44e. Elle marque ses (huit) premiers points deux semaines plus tard lors du slalom de Killington grâce à une 23e place,.
- 19 slaloms disputés (à fin mars 2024)
- Meilleur résultat sur une épreuve de coupe du monde de slalom : 14e sur le slalom de Courchevel le 30 janvier 2025.

- Meilleur classement général : 87e en 2024 avec  39 points.
- Meilleur classement de slalom : 39e en 2024 avec 39 points et en 2025 avec 26 points.

#### Classements
| Saison / Épreuve | Saison / Épreuve | Général | Général | Descente | Descente | Super G | Super G | Géant  | Géant  | Slalom | Slalom | Combiné | Combiné |
| ---------------- | ---------------- | ------- | ------- | -------- | -------- | ------- | ------- | ------ | ------ | ------ | ------ | ------- | ------- |
| Saison / Épreuve | Saison / Épreuve | Class.  | Points  | Class.   | Points   | Class.  | Points  | Class. | Points | Class. | Points | Class.  | Points  |
| 2023-2024        | 2023-2024        | 87e     | 39      | -        | -        | -       | -       | -      | -      | 39e    | 39     | -       | -       |
| 2024-2025        | 2024-2025        | 91e     | 26      | -        | -        | -       | -       | -      | -      | 39e    | 26     | -       | -       |

### Championnats du monde juniors
Marion Chevrier a participé à deux éditions des mondiaux juniors : Bansko en 2021 et Panorama en 2022 avec pour meilleur résultat une onzième place lors du super G canadien.
| Épreuve / Édition           | Super G | Slalom géant | Slalom | Combiné | Team event |
| Mondiaux 2021 Bansko        | Abandon | 18e          | 13e    | -       | -          |
| Mondiaux 2022 Panorama (en) | 11e     | 39e          | 18e    | 13e     | -          |

### Jeux mondiaux militaires d'hiver
1er du slalom 2025

### Coupe d'Europe
Marion Chevrier participe à sa première course de Coupe d'Europe à l'occasion du slalom géant de Zinal le 21 janvier 2019. Dix jours plus tard (le 1er février 2019) elle prend la 4e place du géant parallèle à Tignes,.
Fin mars 2025 elle a disputé 65 courses en coupe d'Europe dont 17 tops-10, 6 podiums et 3 victoires :
- 1re du slalom de Zell am See le 20 janvier 2025
- 1re du slalom de Špindlerův Mlýn le 3 février 2025
- 1re du slalom de Špindlerův Mlýn le 4 février 2025
- 2e du slalom de Valle Aurina le 19 décembre 2024
- 2e du slalom de Valle Aurina le 20 décembre 2024
- 3e du slalom de Valle Aurina en décembre 2023

#### Classements
| Saison / Épreuve | Saison / Épreuve | Général | Général | Descente | Descente | Super G | Super G | Géant  | Géant  | Slalom | Slalom | Combiné | Combiné |
| ---------------- | ---------------- | ------- | ------- | -------- | -------- | ------- | ------- | ------ | ------ | ------ | ------ | ------- | ------- |
| Saison / Épreuve | Saison / Épreuve | Class.  | Points  | Class.   | Points   | Class.  | Points  | Class. | Points | Class. | Points | Class.  | Points  |
| 2018-2019        | 2018-2019        | 107e    | 50      | -        | -        | -       | -       | -      | -      | 39e    | 50     | -       | -       |
| 2020-2021        | 2020-2021        | 156e    | 10      | -        | -        | -       | -       | -      | -      | 67e    | 10     | -       | -       |
| 2021-2022        | 2021-2022        | 186e    | 5       | -        | -        | -       | -       | -      | -      | 80e    | 5      | -       | -       |
| 2022-2023        | 2022-2023        | 73e     | 111     | -        | -        | 53e     | 18      | -      | -      | 28e    | 93     | -       | -       |
| 2023-2024        | 2023-2024        | 22e     | 301     | -        | -        | -       | -       | -      | -      | 4e     | 301    | -       | -       |
| 2024-2025        | 2024-2025        | 4e      | 639     | -        | -        | -       | -       | 65e    | 13     | 1re    | 626    | -       | -       |

### Festival Olympique de la Jeunesse Européenne
Marion Chevrier participe à une unique édition du Festival olympique de la jeunesse européenne, en 2019 à Jahorina. Elle remporte la médaille de bronze se l'épreuve de slalom, derrière l'autrichienne Magdalena Egger et sa compatriote Marie Lamure.
| Épreuve / Édition  | Slalom géant | Slalom | Team event |
| FOJE 2019 Jahorina | 16e          | Bronze | -          |

### Championnats de France

#### Élite
| Édition / Epreuve                                        | Descente | Super-G | Slalom géant | Slalom  | Super combiné |
| -------------------------------------------------------- | -------- | ------- | ------------ | ------- | ------------- |
| Championnats 2018 Châtel                                 | 24e      | 27e     | 36e          | Abandon | -             |
| Championnats 2019 Auron                                  | 10e      | -       | 30e          | 8e      | -             |
| Championnats 2021 Châtel / Saint-Jean-d'Aulps / Les Gets | 10e      | 6e      | 7e           | 16e     | 5e            |
| Championnats 2022 Auron                                  | 5e       | -       | -            | 5e      | -             |
| Championnats 2023 Les Orres                              | 8e       | 10e     | 9e           | 8e      |               |
| Championnats 2024 Megève                                 | annulée  | -       | 19e          | 4e      | -             |
| Championnats 2025 Méribel                                | -        | -       | 5e           | Bronze  | -             |

#### Jeunes
Trois titres de Championne de France.

##### Juniors U21 (moins de 21 ans)
2022 :
- Championne de France de descente à Auron
- 3e des Championnats de France de slalom à Auron

2021 :
- Championne de France de super G à Châtel
- Vice-championne de France de combiné à Châtel
- 4e des Championnats de France de slalom géant à Saint-Jean-d'Aulps
- 4e des Championnats de France de descente à Châtel

##### U18 (moins de 18 ans)
2019 :
- Championne de France de descente à Auron
- 5e des Championnats de France de slalom à Méribel